# Château de la Cour (Châtelain)
Pour les articles homonymes, voir Château de la Cour.
Le Château de la Cour est un château français, situé à Châtelain, dans le département de la Mayenne et la région des Pays de la Loire. Il est dans le bourg . 

## Historique
Le château a été reconstruit, mais l'ancien logis seigneurial existe encore.

## Sources et bibliographie
- « Château de la Cour (Châtelain) », dans Alphonse-Victor Angot et Ferdinand Gaugain, Dictionnaire historique, topographique et biographique de la Mayenne, Laval, A. Goupil, 1900-1910 [détail des éditions] (BNF 34106789, présentation en ligne)